# Daario Naharis
Daario Naharis er en fiktiv person i den amerikanske forfatter George R. R. Martins fantasyserie A Song of Ice and Fire og i HBOs filmatisering Game of Thrones.
Han blev introduceret i En storm af sværd (1998), hvor han er leder af en gruppe lejemordere kaldet Stormcrows på kontinentet Essos. Han optræder efterfølgende i En dans med drager (2011). Der er ikke skrevet nogle kapitler fra hans synspunkt, så han opleves kun gennem andre personer, særligt Daenerys Targaryen.
Daario blev spillet af den engelske skuespiller Ed Skrein i tredje sæson af HBO's tv-serie, men han blev herefter udskiftet med den hollandske skuespiller Michiel Huisman.